# Lilltjärnen (Norrala socken, Hälsingland)
Lilltjärnen är en sjö i Söderhamns kommun i Hälsingland och ingår i Norralaån-Ljusnans kustområde.